# Saint-Lambert-sur-Dive
Saint-Lambert-sur-Dive est une commune française, située dans le département de l'Orne en région Normandie, peuplée de 133 habitants.

## Géographie

### Hydrographie
La commune est située dans le bassin Seine-Normandie. Elle est drainée par la Dives, le ruisseau du Foulbec, le cours d'eau 01 de la commune de Saint-Lambert-sur-Dive, le fossé 02 de la commune de Saint-Lambert-sur-Dive et divers autres petits cours d'eau,.
La Dives, d'une longueur de 105 km, prend sa source dans la commune de Gouffern en Auge et se jette  dans la baie de Seine en limite de Cabourg et de Dives-sur-Mer, après avoir traversé 34 communes. Les caractéristiques hydrologiques de la Dives sont données par la station hydrologique située sur la commune de Saint-Ellier-les-Bois. Le débit moyen mensuel est de 0,466 m3/s. Le débit moyen journalier maximum est de 10,3 m3/s, atteint lors de la crue du 28 décembre 1999. Le débit instantané maximal est quant à lui de 13,6 m3/s, atteint le 25 mars 2001.

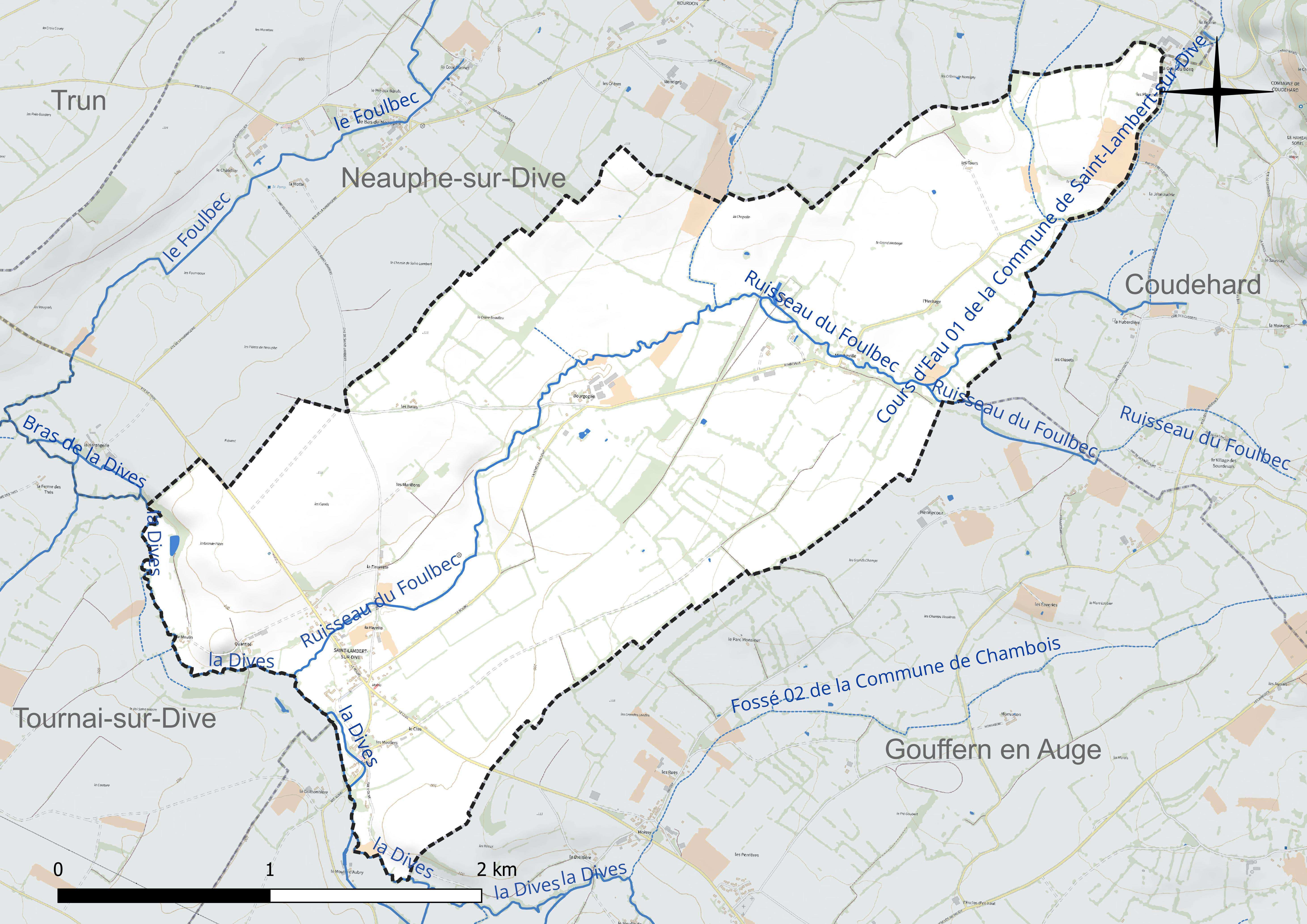
Réseau hydrographique de Saint-Lambert-sur-Dive.

### Climat
Pour des articles plus généraux, voir Climat de la Normandie et Climat de l'Orne.
En 2010, le climat de la commune est de type climat océanique dégradé des plaines du Centre et du Nord, selon une étude du CNRS s'appuyant sur une série de données couvrant la période 1971-2000. En 2020, Météo-France publie une typologie des climats de la France métropolitaine dans laquelle la commune est exposée à un climat océanique et est dans la région climatique Normandie (Cotentin, Orne), caractérisée par une pluviométrie relativement élevée (850 mm/a) et un été frais (15,5 °C) et venté. Parallèlement le GIEC normand, un groupe régional d’experts sur le climat, différencie quant à lui, dans une étude de 2020, trois grands types de climats pour la région Normandie, nuancés à une échelle plus fine par les facteurs géographiques locaux. La commune est, selon ce zonage, exposée à un « climat des plateaux abrités », correspondant à la plaine agricole de Caen à Falaise, sous le vent des collines de Normandie et proche de la mer, se caractérisant par une pluviométrie et des contraintes thermiques modérées.
Pour la période 1971-2000, la température annuelle moyenne est de 10,4 °C, avec une amplitude thermique annuelle de 13,1 °C. Le cumul annuel moyen de précipitations est de 693 mm, avec 11,7 jours de précipitations en janvier et 7,4 jours en juillet. Pour la période 1991-2020, la température moyenne annuelle observée sur la station météorologique la plus proche, située sur la commune du Pin-au-Haras à 10 km à vol d'oiseau, est de 10,6 °C et le cumul annuel moyen de précipitations est de 756,3 mm,. Pour l'avenir, les paramètres climatiques de la commune estimés pour 2050 selon différents scénarios d’émission de gaz à effet de serre sont consultables sur un site dédié publié par Météo-France en novembre 2022.

## Urbanisme

### Typologie
Au 1er janvier 2024, Saint-Lambert-sur-Dive est catégorisée commune rurale à habitat dispersé, selon la nouvelle grille communale de densité à sept niveaux définie par l'Insee en 2022.
Elle est située hors unité urbaine. Par ailleurs la commune fait partie de l'aire d'attraction d'Argentan, dont elle est une commune de la couronne,. Cette aire, qui regroupe 50 communes, est catégorisée dans les aires de moins de 50 000 habitants,.

### Occupation des sols
L'occupation des sols de la commune, telle qu'elle ressort de la base de données européenne d’occupation biophysique des sols Corine Land Cover (CLC), est marquée par l'importance des territoires agricoles (100 % en 2018), une proportion identique à celle de 1990 (100 %). La répartition détaillée en 2018 est la suivante : 
terres arables (63,4 %), prairies (36,6 %). L'évolution de l’occupation des sols de la commune et de ses infrastructures peut être observée sur les différentes représentations cartographiques du territoire : la carte de Cassini (XVIIIe siècle), la carte d'état-major (1820-1866) et les cartes ou photos aériennes de l'IGN pour la période actuelle (1950 à aujourd'hui).

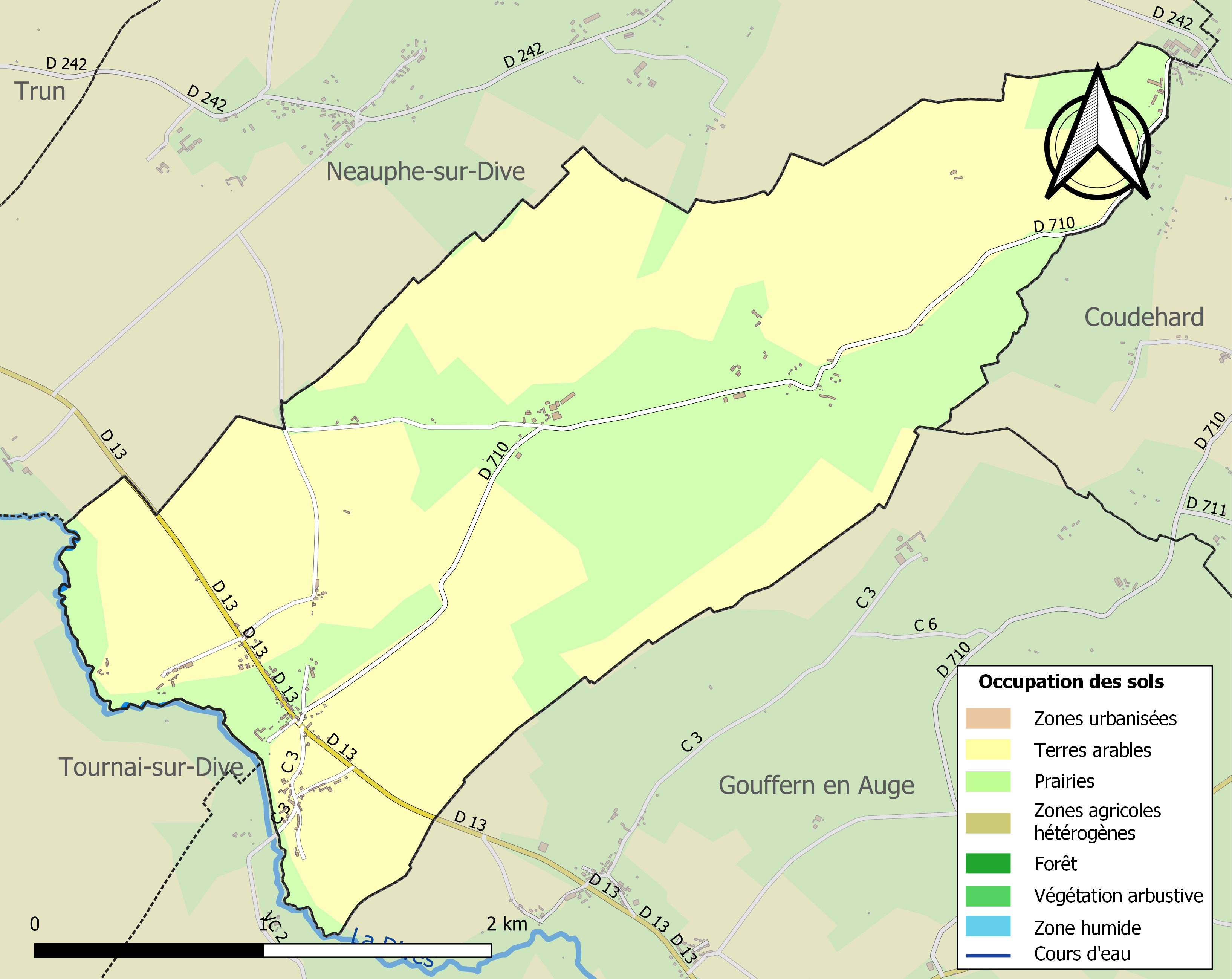
Carte des infrastructures et de l'occupation des sols de la commune en 2018 (CLC).

## Toponymie
Le nom de la paroisse est attesté sous la forme Sanctus Lambertus vers 1205, Saint-Lambert en 1801.
La Dives, fleuve côtier, borde le territoire de la commune au sud-ouest.
La graphie désuète Dive pour Dives a été conservée dans le nom des communes ornaises (Neauphe-sur-Dive, Tournai-sur-Dive).

## Histoire
Lors de la fin de la bataille de Normandie, le village est situé à la jonction entre les troupes canadiennes et polonaises au nord et américaines au sud, permettant de fermer la porte de Chambois. Le village est ainsi libéré le 20 août 1944 par les troupes du Major David Vivian Currie (composées du South Alberta Regiment (en) et des Argyll and Sutherland Highlanders) après de violents combats. Dans les deux jours précédents, les restes des armées allemandes tente de  s'échapper par un étroit passage de trois kilomètres de large entre Saint-Lambert et Chambois, avec seulement deux points possibles pour franchir la Dives en véhicule, par un pont à Saint-Lambert et par le gué de Moissy. Ce passage pendant ces deux jours sera sous le feu constant de l'artillerie et l'aviation alliées provoquant de nombreuses pertes allemandes et conduisant à surnommer ce passage le « couloir de la mort » au vu du nombre de cadavres d'hommes mais aussi de chevaux retrouvés sur cet étroit passage.

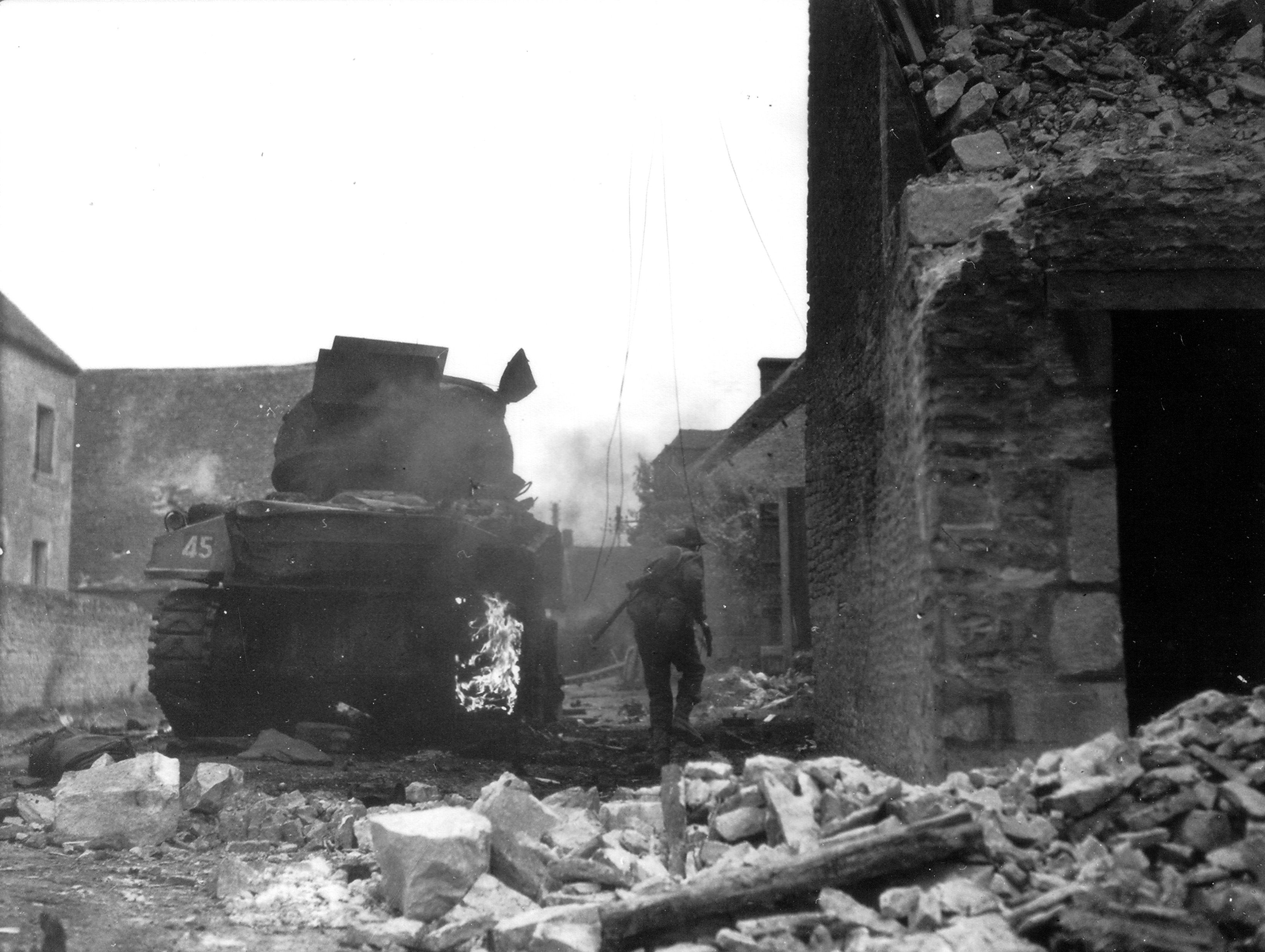
Un char canadien en feu le 19 août 1944.
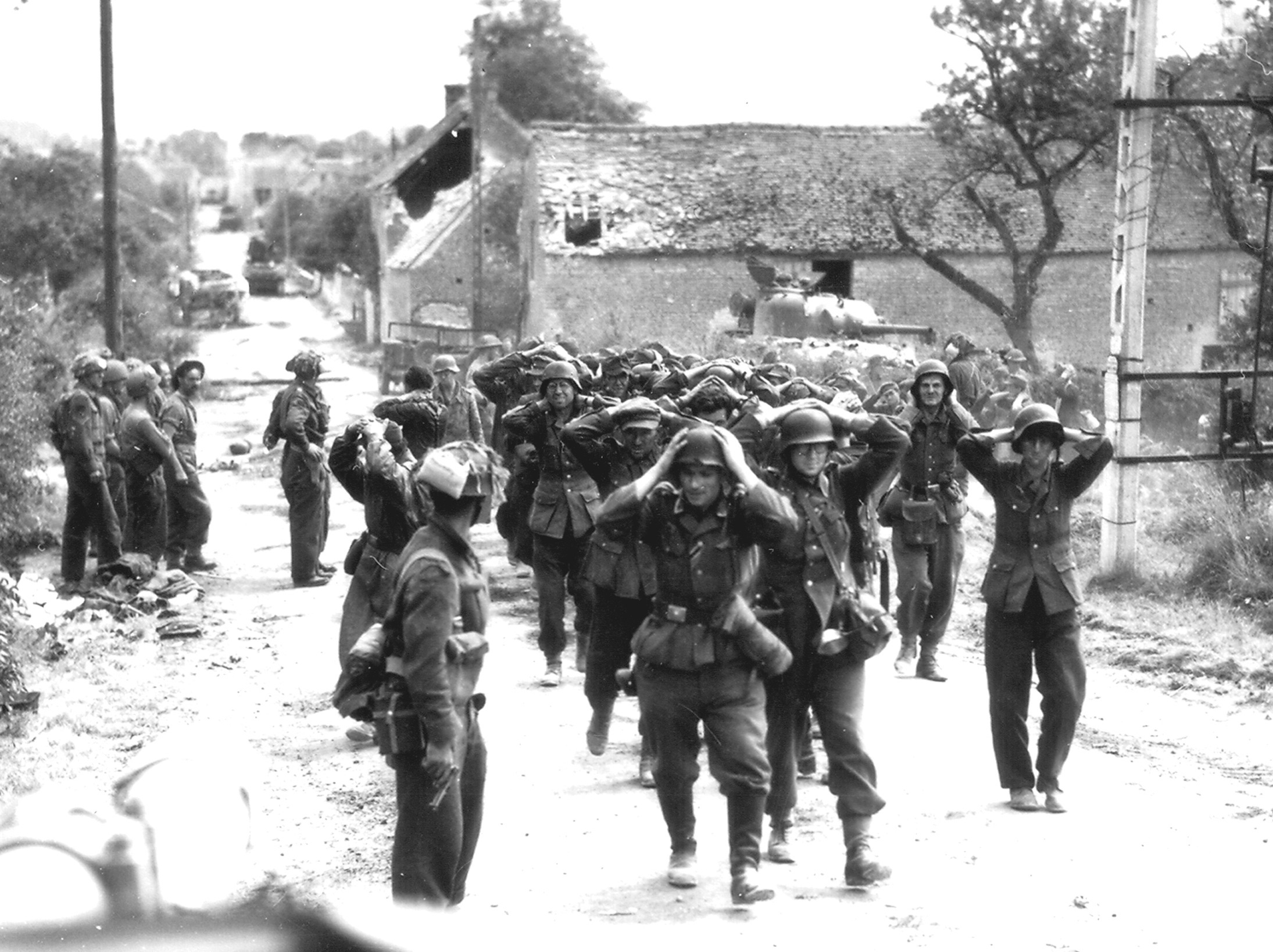
Reddition de soldats allemands le 21 août 1944.
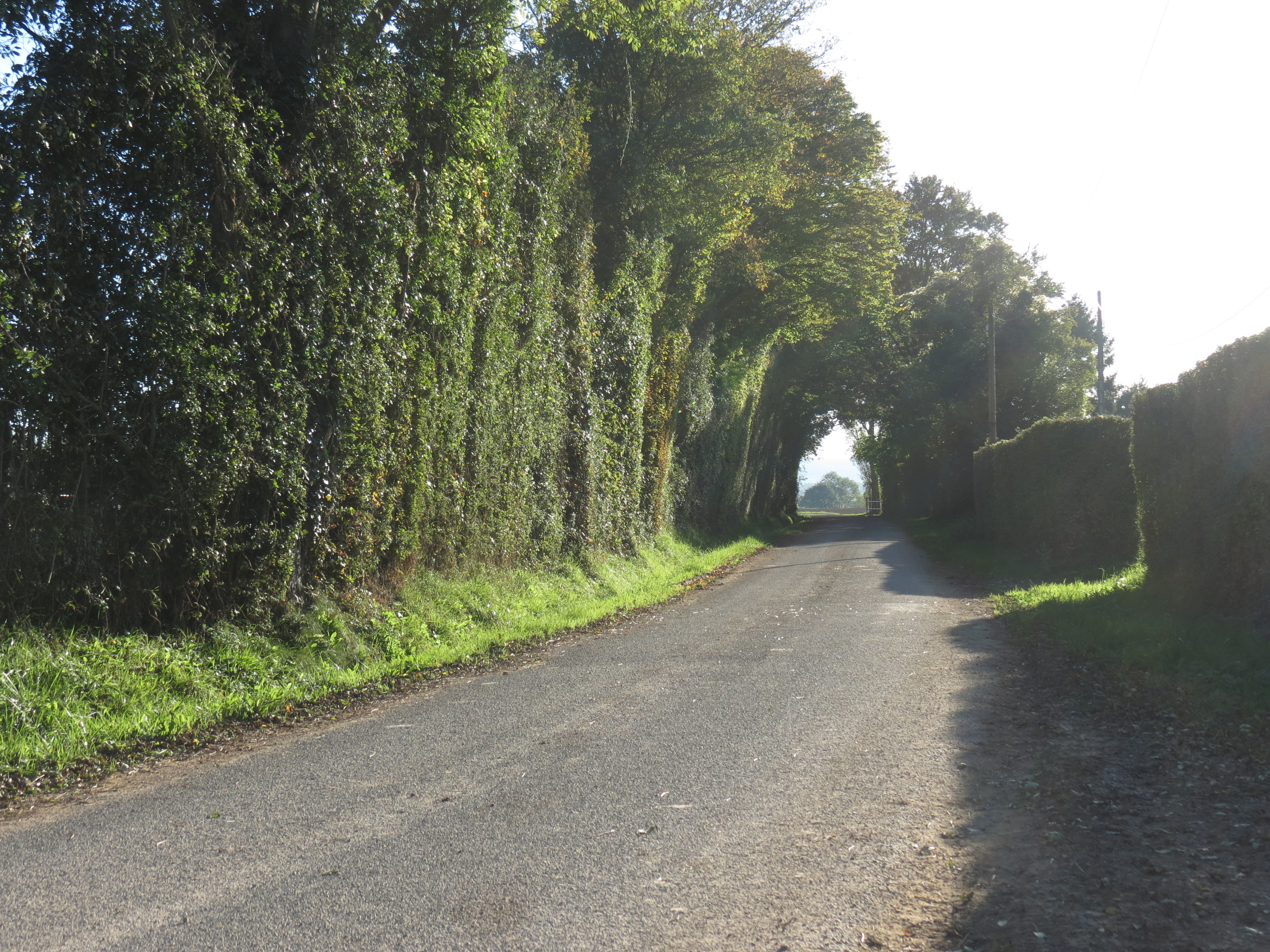
Couloir de la mort, D 710 aujourd'hui.

## Politique et administration
| Période                                  | Période   | Identité                     | Étiquette  | Qualité             |
| ---------------------------------------- | --------- | ---------------------------- | ---------- | ------------------- |
| avant 1995                               | mars 2001 | Jacques Longuet des Diguères | DVD        |                     |
| mars 2001                                | mars 2014 | Alain Duval                  | SE puis NC | Cadre commercial    |
| mars 2014                                | En cours  | Jean-Philippe Ballot         | SE puis NC | Technicien agricole |
| Les données manquantes sont à compléter. |           |                              |            |                     |

## Démographie
L'évolution du nombre d'habitants est connue à travers les recensements de la population effectués dans la commune depuis 1793. Pour les communes de moins de 10 000 habitants, une enquête de recensement portant sur toute la population est réalisée tous les cinq ans, les populations de référence des années intermédiaires étant quant à elles estimées par interpolation ou extrapolation. Pour la commune, le premier recensement exhaustif entrant dans le cadre du nouveau dispositif a été réalisé en 2004.
En 2022, la commune comptait 133 habitants, en évolution de −13,64 % par rapport à 2016 (Orne : −3,21 %, France hors Mayotte : +2,11 %).
| 1793 | 1800 | 1806 | 1821 | 1836 | 1841 | 1846 | 1851 | 1856 |
| ---- | ---- | ---- | ---- | ---- | ---- | ---- | ---- | ---- |
| 320  | 206  | 358  | 377  | 360  | 394  | 360  | 338  | 341  |

| 1861 | 1866 | 1872 | 1876 | 1881 | 1886 | 1891 | 1896 | 1901 |
| ---- | ---- | ---- | ---- | ---- | ---- | ---- | ---- | ---- |
| 321  | 273  | 260  | 251  | 240  | 218  | 226  | 208  | 184  |

| 1906 | 1911 | 1921 | 1926 | 1931 | 1936 | 1946 | 1954 | 1962 |
| ---- | ---- | ---- | ---- | ---- | ---- | ---- | ---- | ---- |
| 180  | 171  | 166  | 166  | 150  | 149  | 163  | 167  | 169  |

| 1968 | 1975 | 1982 | 1990 | 1999 | 2004 | 2006 | 2009 | 2014 |
| ---- | ---- | ---- | ---- | ---- | ---- | ---- | ---- | ---- |
| 163  | 128  | 137  | 128  | 138  | 152  | 152  | 142  | 150  |

| 2019 | 2022 | - | - | - | - | - | - | - |
| ---- | ---- | - | - | - | - | - | - | - |
| 138  | 133  | - | - | - | - | - | - | - |

## Lieux et monuments
- Église Saint-Lambert.
- Stèle Major Currie.